# Gong
Gong je udaraljkaško glazbalo istočno azijskog podrijetla. 

## Opis
Proizvodi zvuk sličan kao i tam-tam. Promjer (od 100 cm na niže) i masa gonga određuju visinu tona u rasponu od C do g2. Tanjur gonga ima grbu u sredini. Izrađen je od bronce ili mjeda, ali može biti izrađen i od drugih legura.